# Polaris (飛蘭のアルバム)
『Polaris』（ポラリス）は、飛蘭の1枚目のオリジナルアルバム。2010年9月8日にLantisから発売された。

## 概要
飛蘭の初となるオリジナルアルバムで、初回限定盤には2010年6月28日にShibuya O-WESTにて開催されたライブ『飛蘭 LIVE TOUR 01 -Polaris- LIVE』を収めたDVDが同梱されている。 
7月21日にシングルリリースされた「戦場に咲いた一輪の花」はCDには収録されておらず、DVDの方にライブ映像が収められている。トラック16「希望の扉〜All I can do is singing for you〜」は、2ndシングル『I sing by my soul』のカップリング曲「All I can do is singing for you」の歌詞を日本語にしたものである。

## 収録曲
1. Polaris [5:14] 
作詞：飛蘭、作曲・編曲：中山真斗（Elements Garden）
2. mind as Judgment [3:55] 
  - テレビアニメ『CANAAN』オープニングテーマ

作詞：畑亜貴、作曲・編曲：上松範康（Elements Garden）
3. SERIOUS-AGE [5:10] 
  - 劇場版アニメ『ブレイク ブレイド』エンディングテーマ

作詞：畑亜貴、作曲・編曲：藤間仁（Elements Garden）
4. AROUSING SOUL [3:46] 
  - テレビアニメ『CANAAN』イメージソング

作詞：畑亜貴、作曲・編曲：齋藤真也
5. Distance point [4:24] 
  - テレビアニメ『喰霊-零-』イメージソング

作詞：畑亜貴、作曲・編曲：中山真斗（Elements Garden）
6. 泡沫の小鳥達 [4:44] 
作詞：畑亜貴、作曲：俊龍、編曲：藤田淳平（Elements Garden）
7. scat blue [4:41] 
作詞・作曲・編曲：中山真斗（Elements Garden）
8. ありがとう〜to dear you〜 [5:12] 
作詞：飛蘭、作曲・編曲：藤間仁（Elements Garden）
9. Dark Side of the Light [2:46] 
  - テレビアニメ『喰霊-零-』第1話挿入歌

作詞：渡邉美佳、作曲・編曲：上松範康（Elements Garden）
10. Day of the fate [4:09] 
  - テレビアニメ『CANAAN』イメージソング

作詞：yozuca*、作曲・編曲：中山真斗（Elements Garden）
11. 飛翔の刻 [4:58] 
  - テレビアニメ『CANAAN』イメージソング

作詞：yozuca*、作曲・編曲：藤間仁（Elements Garden）
12. fortitude [3:25] 
  - テレビアニメ『空を見上げる少女の瞳に映る世界』イメージソング

作詞：yozuca*、作曲・編曲：Tom-H@ck
13. I sing by my soul [4:41] 
作詞：yozuca*、作曲：上松範康（Elements Garden）、編曲：Tom-H@ck
14. Errand [4:13] 
  - テレビアニメ『聖痕のクェイサー』オープニングテーマ

作詞：畑亜貴、作曲・編曲：菊田大介（Elements Garden）
15. spring〜君とのメロディ〜 [4:30] 
作詞：飛蘭、作曲・編曲：中山真斗（Elements Garden）
16. 希望の扉〜All I can do is singing for you〜 [5:42] 
作詞：飛蘭、作曲・編曲：菊田大介（Elements Garden）

### DVD
1. OPENING
2. Dark Side of the Light
3. I sing by my soul
4. MC
5. Day of the fate
6. conspire
7. SERIOUS-AGE
8. Distance point
9. MC
10. MY REAL
11. AROUSING SOUL
12. MC
13. 泡沫の小鳥達
14. 月華の螺旋
15. 鎮魂の旅へ
16. if
17. 希望の空
18. MC
19. scat blue
20. Reconquista
21. MC
22. 戦場に咲いた一輪の花
23. 飛翔の刻
24. fortitude
25. Errand
26. mind as Judgment
27. MC
28. spring〜君とのメロディ〜
29. Never Slash!!
30. MC
31. All I can do is singing for you
32. ENDING

## 飛蘭 LIVE TOUR 01-Polaris- LIVE DVD
2010年12月4日にShibuya O-EASTで開催された「LIVE TOUR 01-Polaris」の最終日の映像を収録した映像作品。2011年4月6日にLantisから発売された。

### 収録内容

#### Disc-1
1. OPENING
2. Polaris
3. 本能のDOUBT
4. I sing by my soul
5. MC
6. Dark Side of the Light
7. しずかな蜜より赤い蜜
8. 亡霊達よ野望の果てに眠れ
9. MC
10. scat blue
11. 鎮魂の旅へ
12. 泡沫の小鳥達
13. 本当の愛を求めて
14. Polaris Inst
15. Last vision for last
16. MC
17. 戦場に咲いた一輪の花
18. Day of the fate
19. Distance point
20. 飛翔の刻
21. MC
22. INFINIT CRISIS
23. Never Slash!!
24. fortitude
25. Errand
26. mind as Judgment

#### Disc-2
1. SERIOUS-AGE
2. spring〜君とのメロディ〜
3. MC
4. 希望の扉〜All I can do is singing for you〜
5. MC
6. ありがとう〜to dear you〜